# Wu Zixu
Wu Zixu (伍子胥S, Wŭ ZĭxūP; 559 a.C. – 484 a.C.) è stato un militare e politico cinese del VI secolo a.C.
Nacque nello Stato di Chu durante il regno di Re Ping. Suo padre fu vittima di un complotto che condannò a morte ingiustamente lui e i suoi due figli. Il più giovane, Wu Zixu, si ribellò e fuggì nello stato di Wu, giurando di vendicare suo padre.
Wu Zixu entrò quindi al servizio del re di Wu, Helü. Divenne rapidamente primo ministro del regno e ne assicurò la prosperità. Alla morte del re Helü, Fuchai divenne il nuovo re di Wu. Ma quest'ultimo non ribadì la fiducia del suo predecessore in Wu Zixu: così quando Wu Zixu lo avvertì enfaticamente del pericolo rappresentato dal nascente stato di Yue, non fu ascoltato e gli fu chiesto di suicidarsi. Wu Zixu lo fece nel 484 a.C., ma richiedendo preventivamente che i suoi occhi fossero presi dopo la sua morte per essere appesi alle porte della capitale, in modo da poter egli stesso assistere alla sua cattura. La previsione si avverò dieci anni dopo, quando l'esercito di Yue sconfisse l'esercito di Wu.
Gli inventari delle biblioteche attestano l'esistenza di diversi scritti di Wu Zixu; tuttavia, questi sono stati rapidamente persi e non è rimasta traccia. Il suo testo più importante, l' Helü (dal nome del re Wu Zixu servito) è stato tuttavia miracolosamente riscoperto nel 1983 durante gli scavi archeologici. Il testo è solo parzialmente tradotto in francese, e tutto fa pensare che il suo contenuto abbia fortemente ispirato la scrittura de L'arte della guerra di Sun Tzu.

## Le fonti
Gli elementi principali della sua biografia compaiono nelle primavere e autunni di Lü (III ° secolo a.C.) e nelle memorie storiche (o Shiji), di Sima Qian.

## Un compagno di Sun Tzu
Gli Annali della Primavera e dell'Autunno dei Regni di Wu e Yue (II secolo a.C.) raccontano che Wu Zixu avrebbe incontrato Sun Tzu nello Stato di Wu. I due uomini sarebbero diventati amici e Wu Zixu l'avrebbe fatto sei volte ha cercato di presentare Sun Tzu a Re Helü, ogni volta senza successo. All'ultimo tentativo, il re avrebbe accettato di ricevere lo stratega e leggere il suo trattato. Il re sarebbe stato immediatamente affascinato e avrebbe preso Sun Tzu al suo servizio. I due strateghi avrebbero così combattuto per molti anni fianco a fianco.